# Gare de Szentendre
La gare de Szentendre est une gare ferroviaire située dans la ville de Szentendre, dans le comitat de Pest, en Hongrie centrale, en Hongrie. C'est le terminus de la ligne H5 du HÉV de Budapest.

## Situation ferroviaire
La gare est située juste à 20,9 kilomètres du terminus de Batthyány tér, juste à côté de la gare routière de Szentendre, sur la place Állomás (qui porte bien son nom: állomás veut dire station en hongrois).

## Histoire
C'est le terminus de la ligne H5, appelée couramment la ligne de Szentendre. Inaugurée en 1888, elle relie le centre de Buda à la petite ville de Szentendre, dans l'aire urbaine de Budapest.

## Service des voyageurs

### Intermodalité
Une gare routière Volánbusz assez importante se trouve juste à la sortie de la gare, avec 19 lignes de bus : réseau de bus Volánbusz lignes 868, 869, 870, 872, 873, 874, 876, 877, 878, 879, 880, 882, 883, 884, 889, 890, 893, 895 et 898. La gare est également le terminus de la ligne de bus nocturne : réseau nocturne de bus BKV ligne 943.

## À proximité
Musées et galeries d'art, notamment le musée de Béla Czóbel, qui passa la fin de sa vie dans la ville. La vieille ville est caractérisée par ses clochers et ses petites ruelles qui côtoient les maisons traditionnelles. Juste à côté de la gare se trouve le musée des transports en commun (Városi Tömegközlekedési Múzeum), inauguré en 1992, après la rénovation du terminus du HÉV. L'exposition permanente qui se tient à l'intérieur d'un grand hangar mais aussi à l'extérieur retrace l'histoire des transports en commun de Hongrie: de vieux modèles de trains, de tramway, de bus et de HÉV sont exposés.